# Rodoljub Roki Vulović
Rodoljub "Roki" Vulović (in serbo Родољуб "Роки" Вуловић?; Bijeljina, 1º maggio 1955) è un cantante serbo nonché professore e direttore della scuola di agricoltura e medicina di Bijeljina.

## Biografia
Rodoljub è nato il 1º maggio 1955 a Bijeljina. Ha iniziato la sua carriera musicale nel 1972, quando pubblicò le sue due prime canzoni: Kristina e Napusticeš me ti. Nel 1988, dopo l'uscita dell'album Paša, Iniziò un tour nei Paesi europei con forte presenza di residenti di origine bosniaca. Dopo Paša, pubblicò altri sei album. Il settimo album, il suo primo dopo 16 anni, verrà pubblicato agli inizi del 2017.

## Guerra
Durante le guerre jugoslave, il centro della città di Bijeljina fu totalmente distrutto, mentre la casa di Vulović venne danneggiata. Vulović partecipò al conflitto come volontario nella brigata "Semberska", da qui l'album Semberski junaci. Molte delle sue canzoni sono state dedicate ai suoi amici, molte altre a suoi commilitoni e comandanti. Dopo il successo del suo primo album, Vulović entrò a far parte della "Garda Panteri" dove, per iniziativa del comandante Pero Colic, pubblicò un altro album nel 1993. Questo album fu fondamentale per dare la forza e la motivazione ai soldati per combattere e rese inoltre Vulović famoso.

## Discografia
- Kristina (1972)
- Paša (1988)
- Semberski junaci (1992)
- Garda Panteri (1993)
- Junaci Kozarski (1994)
- Crni bombarder (1995)
- Zbog tebe (1997)
- Otadžbini na dar (2001)

## Vita privata
Il padre di Vulović combatté durante la seconda guerra mondiale, fu catturato nel 1941 e deportato in Germania, da cui ritornò con la fine della guerra. Il nonno di Vulović era originario del Montenegro.
La moglie di Vulović, Jelica, è la co-autrice di molte sue canzoni. Vulović è padre di due figli. Parla fluentemente francese e italiano ed ha una conoscenza sufficiente per quanto riguarda il tedesco.
In tutta la sua vita e nei suoi tour, ha visitato molti paesi dell'Europa Occidentale, ma il suo sogno è quello di visitare la Russia. 
A Vulović è stato negato più volte il visto per gli Stati Uniti proprio per la sua attività di cantante durante la guerra dei Balcani.

## Punti di vista
Vulović crede che i Russi e Greci siano i più grandi amici del popolo serbo. È dell'idea che i partigiani e Cetnici si siano distinti come degli eroi durante la seconda guerra mondiale, nonostante i crimini commessi contro i civili.
Vulović nutre inoltre un forte rispetto nei confronti di Josip Broz Tito e Vladimir Putin. È inoltre contrario all'entrata della Serbia nell'Unione europea.

## Soldati citati nelle canzoni
- Comandante del secondo battaglione, il maggiore Zoran Lopandic (canzone: Zorane, Zorane)
- Comandante Kikor (canzone: Hej Kikore)
- Comandante Vlado (Junaci iz 1. Semberske brigade)
- Mirko, comandante delle truppe di Mitar Maksimovic (Mirko vojvoda)
- Comandante della seconda brigata Semberska, maggiore Gavrilovic (Gavrina brigada)
- Capitano Ljubiša "Mauzer" Savic (Panteri (Mauzer))
- Colonnello Pero Colic (Pukovnice Colicu)
- Generale Ratko Mladic (Generale, generale)